# Verbalpræfiks
Et verbalpræfiks er et forled på et udsagnsord. 
På dansk siges be-, for- og mis- at være verbalpræfikser.
For be- og for- gælder at de er trygsvage, og at de ændrer valensen på det oprindelige udsagnsord, således at det går fra at være intransitivt til transitivt.
Oldengelsk havde flere verbalpræfikser: a-, be-, ge-, for-, of-, on- og to-.